# Fridrich III. Habsburský
Fridrich III. Habsburský (21. září 1415, Innsbruck – 19. srpna 1493, Linec) byl rakouský vévoda (jako Fridrich V.), římský král (jako Fridrich IV.) a od roku 1452 císař Svaté říše římské (jako Fridrich III.). Nejstarší syn štýrského vévody Arnošta Železného z leopoldovské linie Habsburků, vládnoucích ve Vnitřních Rakousích, a Cimburgis Mazovské, dcery plockého knížete Ziemovita IV. a Alexandry, sestry polského krále Vladislava II.

## Dětství a počátek vlády
V roce 1415, kdy probíhal kostnický koncil, byl římským králem Zikmundem zajat tyrolský vévoda Fridrich IV. Protože habsburskému rodu hrozila ztráta tyrolského území, ujal se přechodně (do doby Fridrichova útěku z vězení) jeho správy Fridrichův bratr Arnošt zvaný Železný. V sídelním městě Innsbrucku se pak narodil nejstarší Arnoštův syn Fridrich, který byl pojmenován po svém strýci. Fridrich vyrůstal a dostalo se mu dobrého vzdělání ve Vídeňském Novém Městě. Toto město pak v budoucnu bylo spolu se Štýrským Hradcem a Lincem jeho oblíbenou rezidencí (na rozdíl od Vídně, které se většinou vyhýbal).
Arnošt Železný zemřel v roce 1424, a tak Fridrich zdědil vládu ve Vnitřních Rakousích (vládl zde jako Fridrich V.) jako devítiletý. Poručníkem se stal jeho strýc Fridrich IV. Až do roku 1434 se musel mladý vévoda ve svých rozhodnutích podřizovat vůli svého poručníka. S pomocí rakouského vévody Albrechta V. se nakonec ujal samostatné vlády. Vzápětí se vydal na cestu do Jeruzaléma, aby se stal členem řádu rytířů Božího hrobu, a tak prezentoval své sepětí s křesťanskou vírou a církví. Fridrichovy nepřítomnosti využil císař Zikmund a povýšil rod Celských do stavu říšských knížat. Tím se tento rod, který byl v opozici proti štýrským a tyrolským Habsburkům, dostal na jejich úroveň. Povýšením Celských se vyhrotil konflikt mezi oběma rody. Ke smíru došlo až roku 1443.
V roce 1439 zemřel tyrolský vévoda Fridrich IV. O poručnictví jeho nezletilého syna Zikmunda požádal Fridrich V. Krátce nato zemřel i rakouský vévoda Albrecht V., který se mezitím stal českým, uherským a římským králem (jako Albrecht II.). Fridrich se tak ve 24 letech stal nejstarším mužským členem habsburského rodu. Vznesl dědické nároky na vládu v Horních a Dolních Rakousích. Tyto nároky však zdejší šlechta hodlala uznat pouze v případě, že Albrechtův potomek, který se měl teprve narodit, nebude syn.

## Král římský

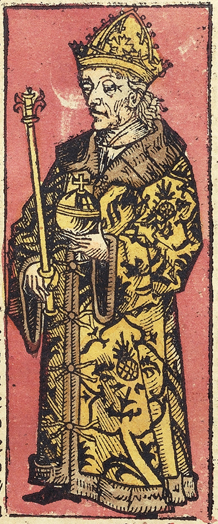
Fridrich III. (středověká iluminace)

Ještě předtím, než se Albrechtův potomek narodil, rozhodl se Fridrich jednat. Pohrozil nebezpečím, které hrozí Svaté říši římské v případě bezvládí. Kurfiřti jej pak 2. února 1440 zvolili římským králem. V Říši pak vládl jako Fridrich IV. Kurfiřti při jeho volbě očekávali, že zabrání nepokojům v Říši a že ochrání křesťanský svět před tureckou invazí. Fridrich se však musel především na počátku své vlády věnovat upevnění své moci v rakouských zemích. Proto také odkládal svoji korunovaci.
Pod nátlakem kurfiřtů nakonec roku 1442 vyrazil do Cách, kde byla 17. června slavnostním obřadem potvrzena jeho královská hodnost. Cestu spojil s účastí na říšském sněmu ve Frankfurtu nad Mohanem, kde naznačil, že hodlá pokračovat v reformě Říše, započaté jeho předchůdci Zikmundem a Albrechtem II. Po dvou říšských sněmech neúspěšně konaných v Norimberku však rezignoval na aktivní politiku v říši a svoji královskou hodnost chápal především jako úřad smírčího soudce. Sám se ochotně ujímal procesů. V církevní politice se postavil za papeže Evžena IV. a zasadil se o ukončení basilejského koncilu (1445).

## Poručníkem Ladislava Pohrobka
Krátce po Fridrichově zvolení římským králem porodila královna Alžběta, vdova po Albrechtu II., syna Ladislava, který dostal přízvisko Pohrobek. Matka hájila jeho dědické nároky a ještě roku 1440 dosáhla jeho korunovace uherským králem. Zároveň se s ním počítalo i jako s příštím českým králem, i když z počátku bylo jeho nástupnictví v českých zemích nejisté. V roce 1442 však Alžběta zemřela a malý Ladislav byl svěřen do poručnické výchovy krále Fridricha IV. Ten jej v podstatě držel na dolnorakouském hradě Orth jako svého zajatce a používal k nátlaku na politické protivníky. Mohl tak zasahovat do vlády v českých a rakouských zemích a zároveň těžit z příjmů, které mladému následníkovi trůnu z jeho zemí plynuly. V roce 1451 se na hradu Mailberg uskutečnilo zasedání tzv. Mailberské jednoty, jehož výsledkem byla žádost zástupců stavů z Horních a Dolních Rakous ke králi Fiedrichovi, aby Ladislava Pohrobka propustil.
Na výchově a vzdělání mladého krále se podílel Eneáš Silvius Piccolomini, budoucí papež Pius II., který pracoval ve Fridrichových diplomatických službách.
Fridrich se sám neucházel o správcovství v českých zemích. Raději souhlasil s tím, aby se zemským správcem stal Jiří z Poděbrad. Díky tomu mohl oddalovat volbu Ladislava Pohrobka českým králem. Neměl ani zájem o českou nebo uherskou korunu. Nemusel totiž řešit složitou situaci v nábožensky rozdělených českých zemích v období po husitské revoluci, ani bojovat s Turky, kteří ohrožovali Uherské království (s nimi bojoval královský místodržící Jan Hunyady). Fridrich využíval pouze výhody, které mu poručnictví přinášelo.
Fridrich byl též poručníkem Ladislavovy sestry Alžběty, pozdější polské královny a mimo jiné také matky českého a uherského krále Vladislava Jagellonského. Valně se sice o její výchovu nestaral, ale zabezpečil jí dobré vzdělání.

## Císařská korunovace a sňatek

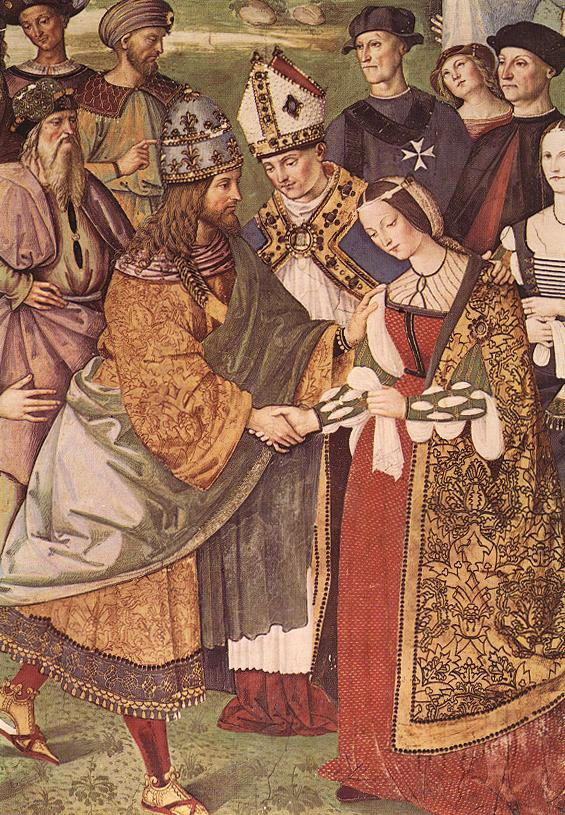
Eneáš Silvius Piccolomini představuje Fridrichovi budoucí manželku Eleonoru

Fridrich svoji římskou jízdu dlouho odkládal. Vydal se na ni až na podzim roku 1450 v doprovodu svého bratra Albrechta VI. Cesta do Říma byla vždy problematická kvůli nebezpečnému průchodu znesvářenými severoitalskými státy. Pro Fridricha největší problém představoval průchod milánským vévodstvím, kde se od něj bojovný kondotiér Francesco Sforza dožadoval uznání vévodského titulu po vymření vládnoucího rodu Viscontiů (1447). Fridrichovi se nakonec s pomocí rádců podařilo z choulostivé situace dostat a projít až do Sieny, kde na něj čekala patnáctiletá nevěsta Eleonora Portugalská.
Pár byl nakonec oddán 16. března 1452 v Římě papežem Mikulášem V. a o tři dny později, 19. března, korunován římským císařem (jako Fridrich III.) a císařovnou. Byla to poslední císařská korunovace uskutečněná v Římě. Fridrich III. se stal prvním Habsburkem, který získal císařský titul.
S jeho jménem se pojí i státnický akt z roku 1453, kdy přiznal všem členům habsburského rodu narozeným v legitimním manželství titul arcivévoda. Z titulu své císařské hodnosti totiž legalizoval tzv. Privilegium maius, zfalšovaný dokument vévody Rudolfa IV. z roku 1359, neuznaný tehdejším císařem Karlem IV.

## Vydání Ladislava Pohrobka
Po návratu z Říma byl císař obklíčen ve Vídeňském Novém Městě. Během jeho nepřítomnosti se spojili zástupci české a uherské šlechty s příslušníky rakouské opozice, která byla nakloněna albertinské linii Habsburků, jejímž byl Ladislav Pohrobek posledním mužským potomkem. Požadovali Ladislavovo vydání do Čech. O výchovu nezletilého panovníka se přihlásil Ulrich Celjský, nejbližší Ladislavův příbuzný z matčiny strany. Ten měl nakonec hlavní podíl na tom, že císař 13. září 1452 kapituloval a mladého krále vydal. Ladislav pak odjel přes Prešpurk a Vídeň do Prahy, kde byl o rok později korunován českým králem.

## Smrt Ladislava Pohrobka
Ladislav Pohrobek náhle zemřel v roce 1457. Nezanechal žádného potomka, čímž vymřela po meči albertinská větev rakouských Habsburků. Fridrich a jeho bratr Albrecht VI. se ucházeli o českou a uherskou královskou korunu. Stavy však zvolily začátkem roku 1458 českým králem dosavadního zemského správce Jiřího z Poděbrad. V Uhrách byl králem zvolen Matyáš Korvín, syn Jana Hunyadyho. Oba noví králové se krátce spojili, aby zabránili vměšování z habsburské strany.
Fridrich se rovněž musel vypořádat s rozdělením dědictví v rakouských zemích. Kromě něj uplatňovali své nároky i další žijící Habsburkové – mladší bratr Albrecht VI. a bratranec Zikmund Tyrolský (jemuž byl dříve poručníkem). Nakonec se podařilo uzavřít dohodu, podle níž Fridrich získal Dolní Rakousy, Albrecht Horní Rakousy a Zikmund menší panství v tzv. Předních Rakousích. Oba bratři pak museli každoročně vyplácet důchod 16 000 zlatých. Záhy se ukázalo, že země okolo Vídně, zpustošená husitskými válkami a následnými boji, není schopná zabezpečit císaři výnos dostatečný k tomu, aby mohl financovat nákladnou říšskou politiku a zároveň vyplácet zámožného Zikmunda (Tyrolsko bylo díky těžbě stříbra a dalších kovů nejbohatší rakouskou zemí). Císař se marně snažil zvýšit výnosy uvalováním daní, ale tím jen proti sobě popudil místní šlechtu.

## Problémy s bratrem Albrechtem
Fridrichův mladší bratr Albrecht VI. nebyl spokojen s dědictvím, které v Rakousku získal po smrti Ladislava Pohrobka. Požadoval více než jen správu Horních Rakous, a proto se postupně sblížil s rakouskou opozicí. V roce 1462 propukla mezi bratry otevřená válka. Albrecht obsadil Dolní Rakousy a císař s rodinou byl obklíčen ve vídeňském hradu, kde v té době sídlil. Ze zajetí jej vysvobodil Jiří z Poděbrad za příslib prostředkování při jednání s papežem. Císař musel postoupit Dolní Rakousy Albrechtovi na dobu osmi let a odstěhoval se zpět do Vídeňského Nového Města. Albrecht se však stal ve Vídni brzy nepopulárním a měšťané začali tajně vyjednávat s císařem. Komplot byl prozrazen a pachatelé přísně potrestáni. Albrecht však v prosinci 1463 zemřel, a tak mohl Fridrich definitivně převzít moc v Dolních i Horních Rakousích.

## Vztahy s českým králem
Papež Pavel II. však v roce 1466 vyhlásil nad Jiřím z Poděbrad církevní klatbu pro neústupnost v otázce dvojvěří v českých zemích. Fridrich se tak dostal do nepříjemné situace, neboť měl jako římský císař vystupovat jako ochránce katolické víry. Zároveň však neměl zájem o konflikt s českým králem, kterému byl navíc zavázán za pomoc v roce 1462. V roce 1468 však do Rakous vtrhl Jiřího syn Viktorín z Poděbrad a poplenil císařské statky. Císař se proto s papežem obrátil o pomoc na uherského krále Matyáše, který vtrhl do Čech, a zahájil tak uhersko-českou válku, během níž se nechal zvolit českým protikrálem.
Jiří z Poděbrad zemřel v roce 1471. Jeho nástupcem se stal Vladislav Jagellonský, s nímž Fridrich až do konce své vlády udržoval korektní a bezkonfliktní vztahy. Zpočátku sice stál na straně Matyáše Korvína, když jej však Korvín začal ohrožovat, uznal v duchu Zlaté buly Karla IV. Vladislava českým králem. 10. června 1477 od něj ve Vídni přijal přísahu věrnosti a udělil mu v léno hodnost kurfiřta a arcičíšníka. 24. června pak potvrdil všechna privilegia, která jeho předchůdci udělili České koruně. Narazil však na odpor papeže Sixta IV., který tyto akty prohlásil za neplatné. V prosinci si pak Korvín vojensky vynutil uzavření tzv. gmundského míru a udělení stejných výsad, jako obdržel Vladislav Jagellonský. Tyto akty však neměly velký význam a staly se pouhou formalitou.
V letech 1475–1477 udělil císař privilegia Starému a Novému Městu pražskému a polepšil jejich znak.

## Boje s Burgundskem a zasnoubení následníka trůnu
Po smrti Jiřího z Poděbrad nebyl Fridrich nucen zabývat se situací v Čechách. Nemusel řešit ani ohrožení ze strany Turků, kteří byli v Říši považováni za jeden z nejpalčivějších problémů doby, s nimi totiž bojoval uherský král Matyáš. Jako hlavní problém vnímal expandující Burgundsko. Burgundský vévoda Karel Smělý donutil tyrolského vévodu Zikmunda k vydání habsburských držav na západě Říše. Zikmund sám nebyl schopen získat obsazená území zpět. Císař se snažil přimět říšské stavy k vojenské pomoci. To se mu podařilo až v roce 1475. První porážku burgundské vojsko utrpělo v bitvě u města Neuss. Tím se podařilo zastavit další postup vojsk na říšském území. V dalších střetnutích, která dopadla ve prospěch císaře, získával první válečné zkušenosti jeho syn Maxmilián.
Karel Smělý po porážkách, které utrpěl v roce 1476 od Švýcarů, nakonec císaři ustoupil. Na důkaz uzavřeného míru oba panovníci zasnoubili své děti. Fridrichův jediný syn Maxmilián se oženil s Karlovou dcerou Marií v srpnu 1477. Krátce předtím padl její otec v bitvě u Nancy. Marie byla jedinou dědičkou, a Maxmilián tak získal vládu v Burgundsku. Nároky na burgundské dědictví však musel obhájit proti nárokům francouzského krále Ludvíka XI.

## Vpád Matyáše Korvína do Rakous
Uherský král Matyáš uzavřel příměří s Turky a pod záminkou, že císař neuznal jeho nároky na český trůn, vpadl v létě 1482 do Rakous. Jeho vojska rychle postupovala do vnitrozemí. Císař byl nucen ustoupit do Štýrského Hradce a pak dále do Lince. V roce 1485 dobyl Matyáš Vídeň a učinil z ní své druhé sídlo.

## Maxmilián I. římským králem
Fridrichův syn Maxmilián se osvědčil jako vojevůdce i jako politik. Stárnoucí císař Fridrich vyvinul velké diplomatické úsilí, aby se Maxmilián mohl stát jeho nástupcem v Říši. 16. února 1486 zvolili kurfiřti (i přes nepřítomnost obou českých králů, Vladislava Jagellonského a Matyáše Korvína) Maxmiliána jednohlasně římským králem. Tím se stal Maxmilián spoluvládcem v Říši. Postupně pak na sebe přebíral od otce stále více panovnických povinností. Zpočátku se soustředil hlavně na zabránění dalšího postupu uherských vojsk.
Situaci vyřešila náhlá smrt Matyáše Korvína v dubnu 1490. Podle nástupnických dohod z roku 1462 se měl Maxmilián stát uherským králem. Vyčkal však, jak se situace vyvine – králem byl nakonec zvolen Vladislav Jagellonský – a spokojil se s tím, že získal zpět okupovaná rakouská území. Svým sídelním městem učinil Vídeň. Jeho otec, sužovaný věkem a nemocemi, zůstal v Linci.
Fridrich navíc vyvíjel spolu dalšími příbuznými tlak na bratrance Zikmunda, který neměl legitimního nástupce, aby se vzdal vlády v Tyrolsku a Předních Rakousích ve prospěch Maxmiliána I. To se nakonec stalo v roce 1490.

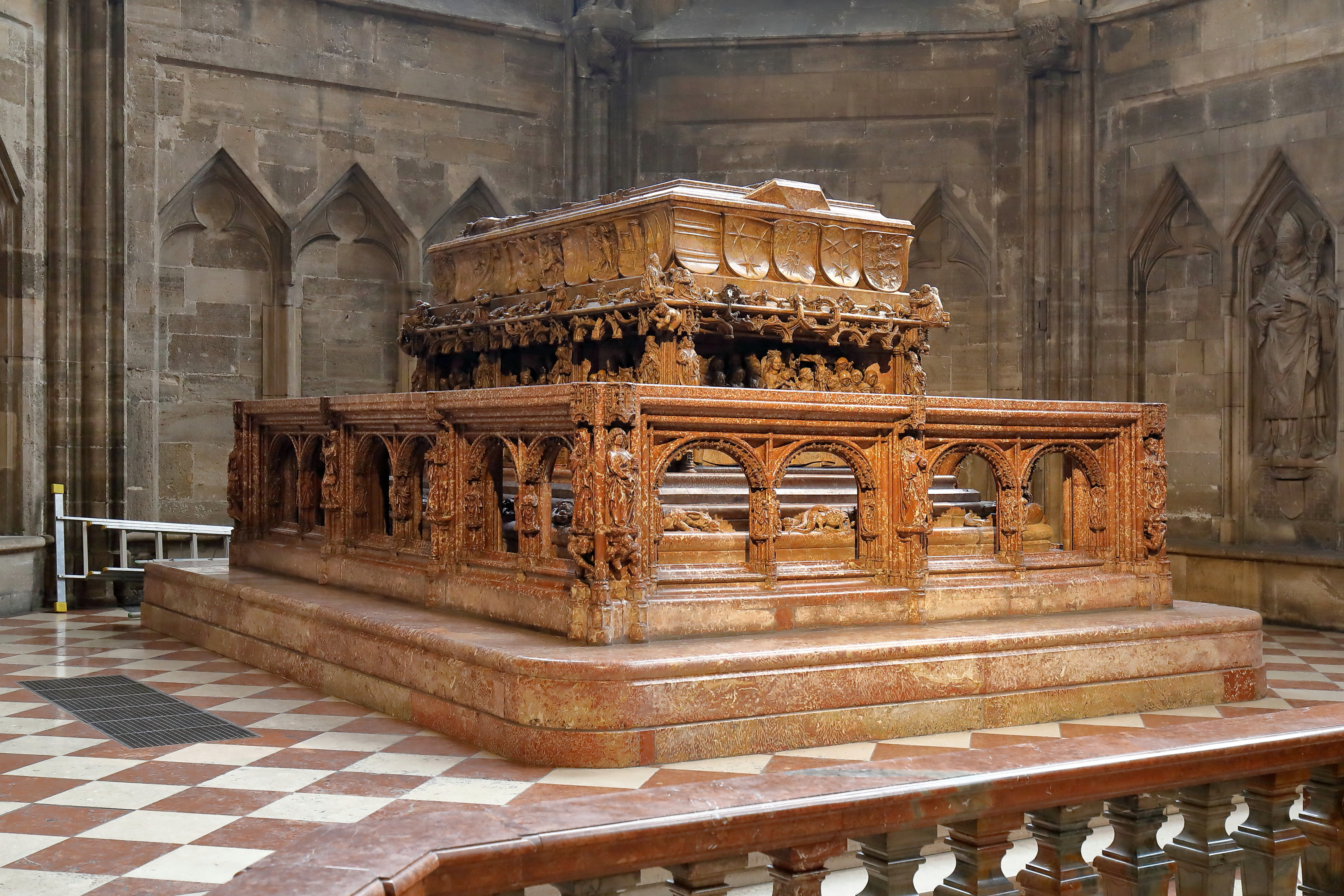
Hrobka Fridricha III. ve Vídni

## „Ten, který všechny přežil“
Fridrich III. byl nejdéle vládnoucím panovníkem Svaté říše římské, která v době jeho vlády rozšířila svůj název o přívlastek „národa německého“. Jeho vláda trvala celkem 53 let. Fridrich měl klidnou a uzavřenou povahu, kterou záměrně využíval při politických jednáních. Měl politické ambice, jeho politika se však nevyznačovala razancí, ale spíše trpělivostí a vytrvalostí. Současníci jej často podceňovali a pohrdali jím. On však trpělivě snášel ponižování a šel za svými cíli. Jeho životním krédem bylo heslo s mystickou zkratkou AEIOU, což bývá interpretováno latinským Austriae est imperare orbi universo, česky Rakousku náleží vládnouti celému světu. Jeho nástupce Maxmilián I. se snažil umenšovat Fridrichovy zásluhy, aby mohly vyniknout jeho vlastní činy. Někdy bývá za největší „zásluhu“ Fridricha III. označován fakt, že dokázal přežít své politické protivníky i spojence. Je pravda, že jejich smrt pomohla vyřešit mnohé z císařových problémů. Na konci jeho života byla vláda v dědičných habsburských zemích (v dnešním Rakousku) soustředěna do rukou jednoho panovníka (Maxmiliána I.). S ním zároveň začíná období téměř nepřetržitého držení císařské koruny v rukou Habsburků až do zániku Svaté říše římské v roce 1806.

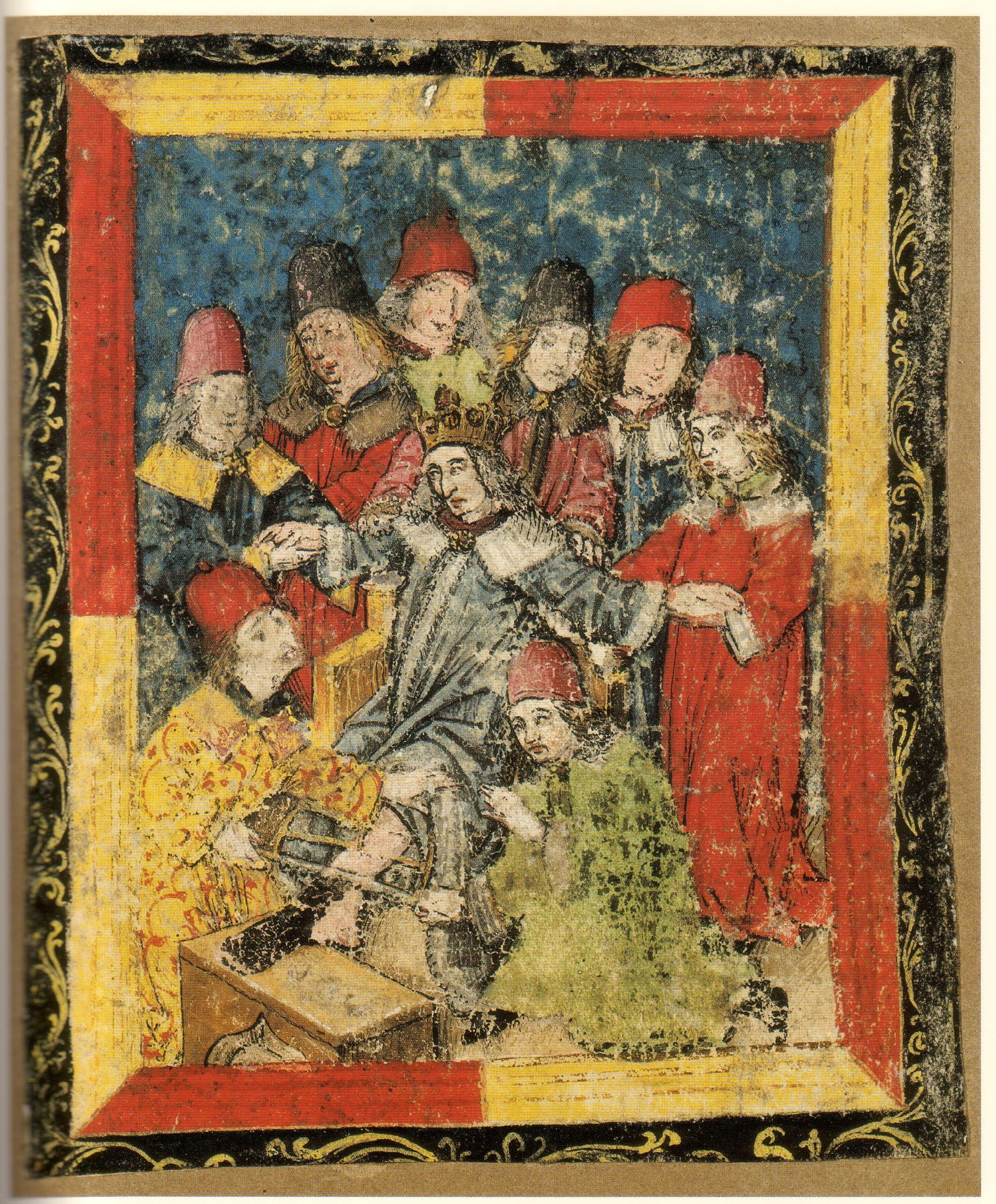
Amputace nohy císaře Fridricha III., jedno z nejstarších dochovaných vyobrazení chirurgického zákroku

Fridrich byl osobně velmi zbožný a umírněný. Zajímal se o zahradnictví, astronomii, drahokamy a okultní vědy. Protivilo se mu válečnické řemeslo i lov (oblíbená zábava většiny panovníků). Byl inteligentní a vzdělaný. Neměl sice blízký vztah k humanismu, ale dokázal využít a ocenit služby lidí jako Eneáš Silvius Piccolomini.
Fridrich III. zemřel ve věku 78 let v Linci. Příčina smrti není známa. Krátce před smrtí však byla císaři amputována noha. Byl pohřben v katedrále sv. Štěpána ve Vídni.

## Rodina
Fridrich se oženil v roce 1452 (ve svých 37 letech) s patnáctiletou princeznou Eleonorou Portugalskou, jejíž věno mu pomohlo zmenšit dluhy. Měli spolu pět dětí, dospělosti se však dožili jen syn Maxmilián, budoucí císař, a dcera Kunhuta, která se později provdala za bavorského vévodu Albrechta IV.
Císařovna Eleonora zemřela v roce 1467. Císař se již znovu neoženil.

## Vývod z předků
|               |                             |  |                    |                          |  |  |  |  |  |  |  | Albrecht I. Habsburský |
|               |                             |  |                    |                          |  |  |  |  |  |  |  |                        |
|               | Albrecht II. Moudrý         |  |                    |                          |  |  |  |  |  |  |  |                        |
|               |                             |  |                    |                          |  |  |  |  |  |  |  |                        |
|               |                             |  |                    | Alžběta Goricko-Tyrolská |  |  |  |  |  |  |  |                        |
|               |                             |  |                    |                          |  |  |  |  |  |  |  |                        |
|               | Leopold III.                |  |                    |                          |  |  |  |  |  |  |  |                        |
|               |                             |  |                    |                          |  |  |  |  |  |  |  |                        |
|               |                             |  |                    | Oldřich III. z Pfirtu    |  |  |  |  |  |  |  |                        |
|               |                             |  |                    |                          |  |  |  |  |  |  |  |                        |
|               | Johana z Pfirtu             |  |                    |                          |  |  |  |  |  |  |  |                        |
|               |                             |  |                    |                          |  |  |  |  |  |  |  |                        |
|               |                             |  |                    | Johana Burgundská        |  |  |  |  |  |  |  |                        |
|               |                             |  |                    |                          |  |  |  |  |  |  |  |                        |
|               | Arnošt Železný              |  |                    |                          |  |  |  |  |  |  |  |                        |
|               |                             |  |                    |                          |  |  |  |  |  |  |  |                        |
|               |                             |  |                    | Stefano Visconti         |  |  |  |  |  |  |  |                        |
|               |                             |  |                    |                          |  |  |  |  |  |  |  |                        |
|               | Bernabo Visconti            |  |                    |                          |  |  |  |  |  |  |  |                        |
|               |                             |  |                    |                          |  |  |  |  |  |  |  |                        |
|               |                             |  |                    | Valentina Doria          |  |  |  |  |  |  |  |                        |
|               |                             |  |                    |                          |  |  |  |  |  |  |  |                        |
|               | Viridis Viscontiová         |  |                    |                          |  |  |  |  |  |  |  |                        |
|               |                             |  |                    |                          |  |  |  |  |  |  |  |                        |
|               |                             |  |                    | Mastino II. della Scala  |  |  |  |  |  |  |  |                        |
|               |                             |  |                    |                          |  |  |  |  |  |  |  |                        |
|               | Beatrice Regina della Scala |  |                    |                          |  |  |  |  |  |  |  |                        |
|               |                             |  |                    |                          |  |  |  |  |  |  |  |                        |
|               |                             |  |                    | Tadea z Carrary          |  |  |  |  |  |  |  |                        |
|               |                             |  |                    |                          |  |  |  |  |  |  |  |                        |
| Fridrich III. |                             |  |                    |                          |  |  |  |  |  |  |  |                        |
|               |                             |  |                    |                          |  |  |  |  |  |  |  |                        |
|               |                             |  | Trojden I. Czerský |                          |  |  |  |  |  |  |  |                        |
|               |                             |  |                    |                          |  |  |  |  |  |  |  |                        |
|               | Zemovít III. Mazovský       |  |                    |                          |  |  |  |  |  |  |  |                        |
|               |                             |  |                    |                          |  |  |  |  |  |  |  |                        |
|               |                             |  |                    | Marie Haličská           |  |  |  |  |  |  |  |                        |
|               |                             |  |                    |                          |  |  |  |  |  |  |  |                        |
|               | Zemovít IV. Mazovský        |  |                    |                          |  |  |  |  |  |  |  |                        |
|               |                             |  |                    |                          |  |  |  |  |  |  |  |                        |
|               |                             |  |                    | Mikuláš II. Opavský      |  |  |  |  |  |  |  |                        |
|               |                             |  |                    |                          |  |  |  |  |  |  |  |                        |
|               | Eufemie Opavská             |  |                    |                          |  |  |  |  |  |  |  |                        |
|               |                             |  |                    |                          |  |  |  |  |  |  |  |                        |
|               |                             |  |                    | Anna Ratibořská          |  |  |  |  |  |  |  |                        |
|               |                             |  |                    |                          |  |  |  |  |  |  |  |                        |
|               | Cimburgis Mazovská          |  |                    |                          |  |  |  |  |  |  |  |                        |
|               |                             |  |                    |                          |  |  |  |  |  |  |  |                        |
|               |                             |  |                    | Gediminas                |  |  |  |  |  |  |  |                        |
|               |                             |  |                    |                          |  |  |  |  |  |  |  |                        |
|               | Algirdas                    |  |                    |                          |  |  |  |  |  |  |  |                        |
|               |                             |  |                    |                          |  |  |  |  |  |  |  |                        |
|               |                             |  |                    | Jewna                    |  |  |  |  |  |  |  |                        |
|               |                             |  |                    |                          |  |  |  |  |  |  |  |                        |
|               | Alexandra Litevská          |  |                    |                          |  |  |  |  |  |  |  |                        |
|               |                             |  |                    |                          |  |  |  |  |  |  |  |                        |
|               |                             |  |                    | Alexandr Tverský         |  |  |  |  |  |  |  |                        |
|               |                             |  |                    |                          |  |  |  |  |  |  |  |                        |
|               | Juliana Tverská             |  |                    |                          |  |  |  |  |  |  |  |                        |
|               |                             |  |                    |                          |  |  |  |  |  |  |  |                        |
|               |                             |  |                    | Anastazie Haličská       |  |  |  |  |  |  |  |                        |
|               |                             |  |                    |                          |  |  |  |  |  |  |  |                        |